# غاري كار
غاري كار (بالإنجليزية: Gary Carr)‏ هو موسيقي وراقص وممثل بريطاني، ولد في 11 ديسمبر 1986 بلندن في المملكة المتحدة.

## أعمال

### مسلسلات
- الديوس

## وصلات خارجية
- غاري كار على موقع IMDb (الإنجليزية)
- غاري كار على موقع ألو سيني (الفرنسية)
- غاري كار على موقع قاعدة بيانات الفيلم (الإنجليزية)
- غاري كار على موقع كينوبويسك (الروسية)